# 새마을금고
새마을금고(Korean Federation of Community Credit Cooperatives)는 이웃 간의 서로 돕고 사랑하며 협동하는 우리 고유의 자율적 협동조직인 계, 향약, 두레 등 마을생활의 공동체 정신을 계승하고, 협동조합의 원리에 의한 신용 사업, 공제 사업 등의 생활금융과 문화복지후생 사업, 지역사회개발 사업 등을 통하여 회원의 삶의 질을 향상시키고 나아가 지역 공동체의 발전과 국민 경제의 균형 발전에 기여하는 상호금융 협동조합이다.
행정안전부의 감독을 받고 있으며, 2금융권 중 유일하게 전국 모든 지자체에 지점이 있으며 체크카드 해외 인출이 가능하다.

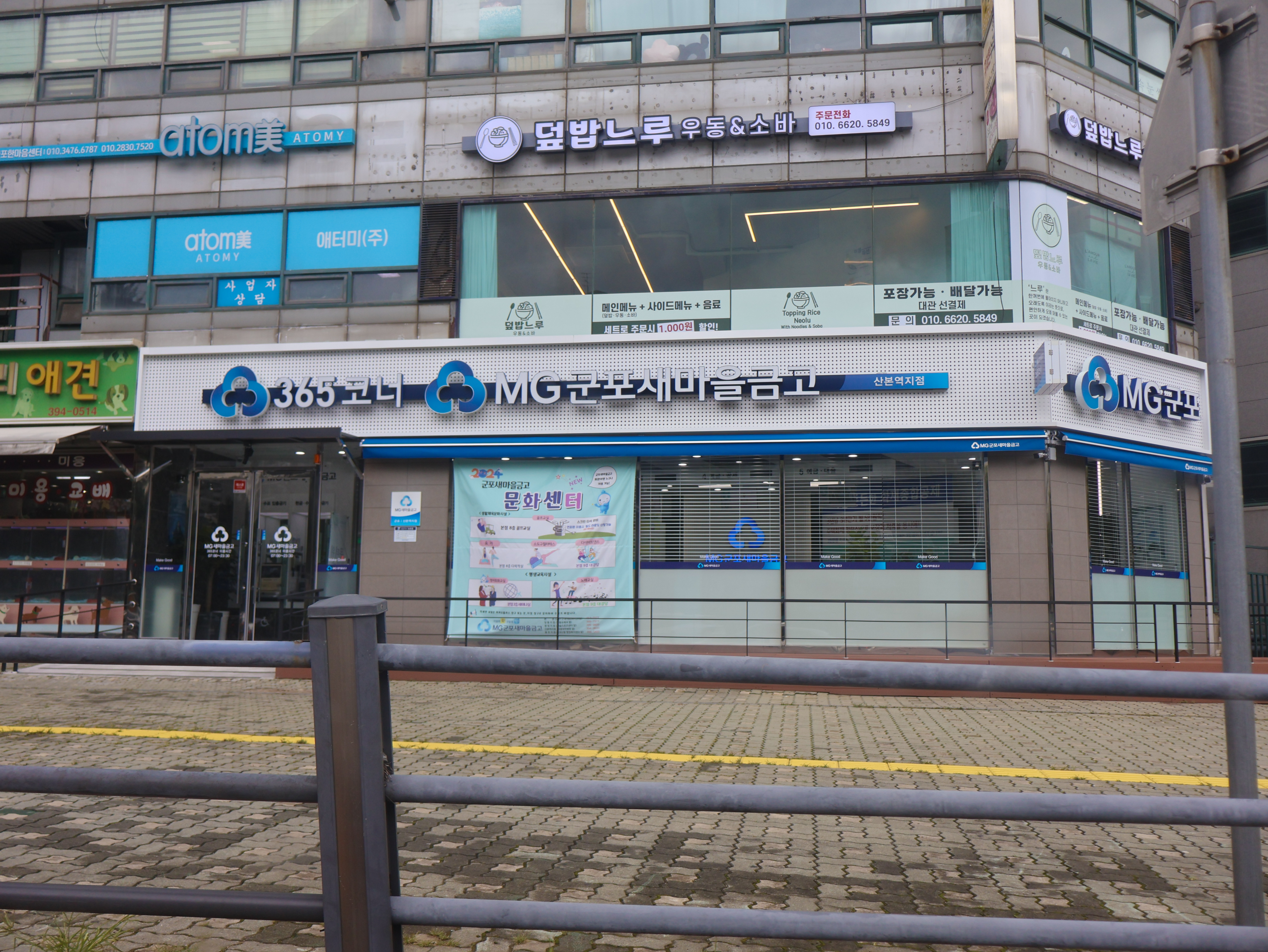
군포새마을금고 산본역지점

## 연혁
1963년 이래 재건국민운동의 향토개발사업의 일환으로 추진되어 온 마을금고는 1972년 법인설립에 착수, 1973년 재건국민운동에 병설하여 새마을금고연합회를 창립한 후 1975년 독립하여 새마을운동의 주요 시책사업으로 육성되었다. 박정희 정부 시절 박교수 박사의 아이디어로 알려져 있다.
1982년 12월 31일 '새마을금고법'이 법률 제3622호로 제정되었다.
1999년 6월에 삼성카드와 업무제휴 계약을 체결했고, 2001년부터 제휴 삼성 신용카드를 내놓기 시작했다. 새마을금고 제휴 삼성 비자 체크카드는 2006년부터 발행 중이며, 현금카드 등록도 가능하다. 단, 삼성 체크카드의 특성상 온라인 해외결제는 안 되며, 신규한 계좌에 연결한 경우에는 해당 개설금고의 거래내역 심사를 통과한 후 현금카드 등록이 가능하다.
2012년에는 비씨카드망을 이용한 자체 체크카드를 첫 출시했다.
2017년 9월 18일에는 "MG상상뱅크"라는 비대면 앱을 정식으로 출시하며 비대면 서비스도 시작했다. 이 때 무통장식 공통 상품인 "상상모바일통장"을 출시했다.
2018년 12월 27일에는 우리카드와 업무제휴 계약을 했다.
2019년 5월 21일에 열린 국무회의를 통해 규제가 완화되어 신협과 함께 자체 체크카드에 해외 브랜드 제휴 서비스를 할 수 있도록 승인받았고, 동년 10월 28일부터 자체 체크카드인 "크림 체크카드"를 시작으로 비자카드를 탑재하기 시작했다.

## 상품 및 주의사항
각 새마을금고마다 취급하는 상품이 다르다. 홈페이지/앱에 있는 각 금고별 취급상품 및 이율 안내가 정확하지 않을 수 있기 때문에, 반드시 해당 금고에 상품취급 여부를 사전에 문의하고 가입해야 한다. 그리고 똑같은 상품이어도 금고마다 만기 및 이율이 다를 수 있어서, 이 역시 사전에 각 금고를 통해 확인해야 한다.
공통 상품은 MG상상뱅크 앱에 있는 상상모바일통장/정기예금/정기적금/자유적금 등의 상상모바일 시리즈다. 물론 상상모바일통장은 대포통장 방지 차원에서 한도제한계좌로 우선 나오며, 일부 금고에서는 상상모바일통장을 아예 취급하지 않는다.
대포통장 방지 차원에서 완전신규한 계좌는 개설일로부터 30일 동안 현금입출금이 제한되고 실물 통장의 ATM 이체 혹은 전자금융 이체만 할 수 있으며, 30일이 경과한 후에도 금고에서 거래 내역을 조회 및 심사하여 금고의 판단 하에 현금카드 발급이나 제휴카드의 현금입출금기능 등록 여부를 승인한다. 이는 공통 상품인 상상모바일통장도 예외가 없다. 따라서 현금카드 발급도 최소 30일이 경과해야 가능하며, 금고마다 서로 규칙이 다를 수 있기 때문에 30일이 경과했다고 해서 현금입출금 제한이 풀린다는 보장 또한 없다. 삼성 제휴 체크카드를 신청해서 이용하는 것은 곧바로 가능하나, 이 조항 때문에 삼성 제휴 체크카드의 현금카드 등록 역시 최소 30일이 경과하고 개설금고의 거래내역 심사를 통과해야 가능하다.
MG상상뱅크 앱의 비대면 서비스는 매일 23:50~00:15 사이의 전산점검 시간 및 별도의 점검공지 외에 이용이 가능하다.

## 카드
체크카드와 신용카드만 취급한다. 체크카드는 삼성카드에서 나오는 제휴 비자 체크카드 외에는 새마을금고 자체 체크카드를 발급 중이고, 비씨카드의 카드망을 이용한다. 제휴 신용카드는 삼성카드만 있으며, 우리카드 제휴형은 단종됐다.
2019년 10월 28일에 비자카드가 장착된 자체 체크카드를 첫 출시했다. 단, 비자카드의 해외결제 로열티 1.1%를 사용자들로부터 전액 부과하며, 그 외 추가 수수료(환가료)는 0.25%를 받기 때문에 해외결제 수수료는 다소 비싸다. 해외결제 방식은 홀드식이 아닌, 즉시출금이다. 마스타 체크카드는 2025년 7월에 추가됐다. 삼성카드에서 나오는 새마을금고 제휴 비자 체크카드는 삼성카드가 차액 0.1%를 부담하여 사용자들에게 비자카드의 로열티 1%만 부과하고, 추가 수수료는 0.2%다.
체크카드 중 카카오페이 체크카드는 티머니를 선택할 수 있으며, 티머니를 적용하면 발급 수수료 2,000원이 부과된다.
- 비씨카드(취급중, 자체)[10]
- 삼성카드(비자가능 2금융권 중 유일하게 연결가능(체크[11]:애니패스포인트, 삼성새마을)(신용:5(비자카드, 국내전용), 7(아멕스, 국내), 새마을금고in, 카앤모아(마스터카드))

## 관련 방송사
- MGTV - 전문 편성채널

## 같이 보기
- 새마을운동
- 새마을금고중앙회
- 대한민국의 금융기관 목록